# Station Cieszkowice
Station Cieszkowice was een spoorwegstation in de Poolse gemeente Wąsosz.